# Fernand Verhaegen
Fernand Verhaegen (Marchienne-au-Pont 1883 - Montignies-le-Tilleul 1975) was een Waals-Belgische schilder. Zijn geboortenaam was Fernand Verraghen. Voor de Eerste Wereldoorlog exposeerde hij in alle grote tentoonstellingen van België en ook bij de Galerie Georges Giroux en La Libre Esthétique.
Gedurende de oorlog, bevond hij zich in Engeland en daarna in Frankrijk tot zijn terugkeer in Brussel in 1919.
Zijn stijl was impressionnististisch en hij evolueert naar een meer synthetische vorm gedurende de jaren twintig en dertig. Soms wordt hij ook gerekend tot de schilders van het Brabants fauvisme vermeld.
Zijn werk werd ook in het buitenland tentoongesteld, zoals op de Biënnale van Venetië in 1920 en 1922.
Hij specialiseerde zich zeer vroeg in de voorstelling van Waalse feesten en folklore, zoals Carnaval van Binche. Hij werd al snel "de schilder van de Gilles van Binche" genoemd en later in het boek van Robert Magremanne ook "grootmeester van de Waalse folklore". 
(Doudou van Mons, Géants van Ath, Pasqueye, Chaudia, Chinelles van Fosses, enz.)
Werken van Verhaegen zijn te vinden in musea in Antwerpen, Bergen,  Brussel, Charleroi, Elsene, Genève, Grenoble, Indianapolis en Luik.